# Ringwood, Hampshire
Ringwood är en stad och civil parish i grevskapet Hampshire i södra England. Staden ligger i distriktet New Forest vid floden Avon, cirka 15,5 kilometer nordost om Bournemouth. Tätorten (built-up area) hade 12 795 invånare vid folkräkningen år 2021. Ringwood nämndes i Domedagsboken (Domesday Book) år 1086, och kallades då Rincvede.